# 孔乔尔·陶马什
孔乔尔·陶马什（匈牙利語：Kancsal Tamás，1951年11月17日—），匈牙利男子现代五项运动员。他曾代表匈牙利参加1976年夏季奥林匹克运动会现代五项比赛，获得一枚铜牌。